# チェスターフィールド諸島
座標: 南緯19度21分 東経158度40分 / 南緯19.350度 東経158.667度

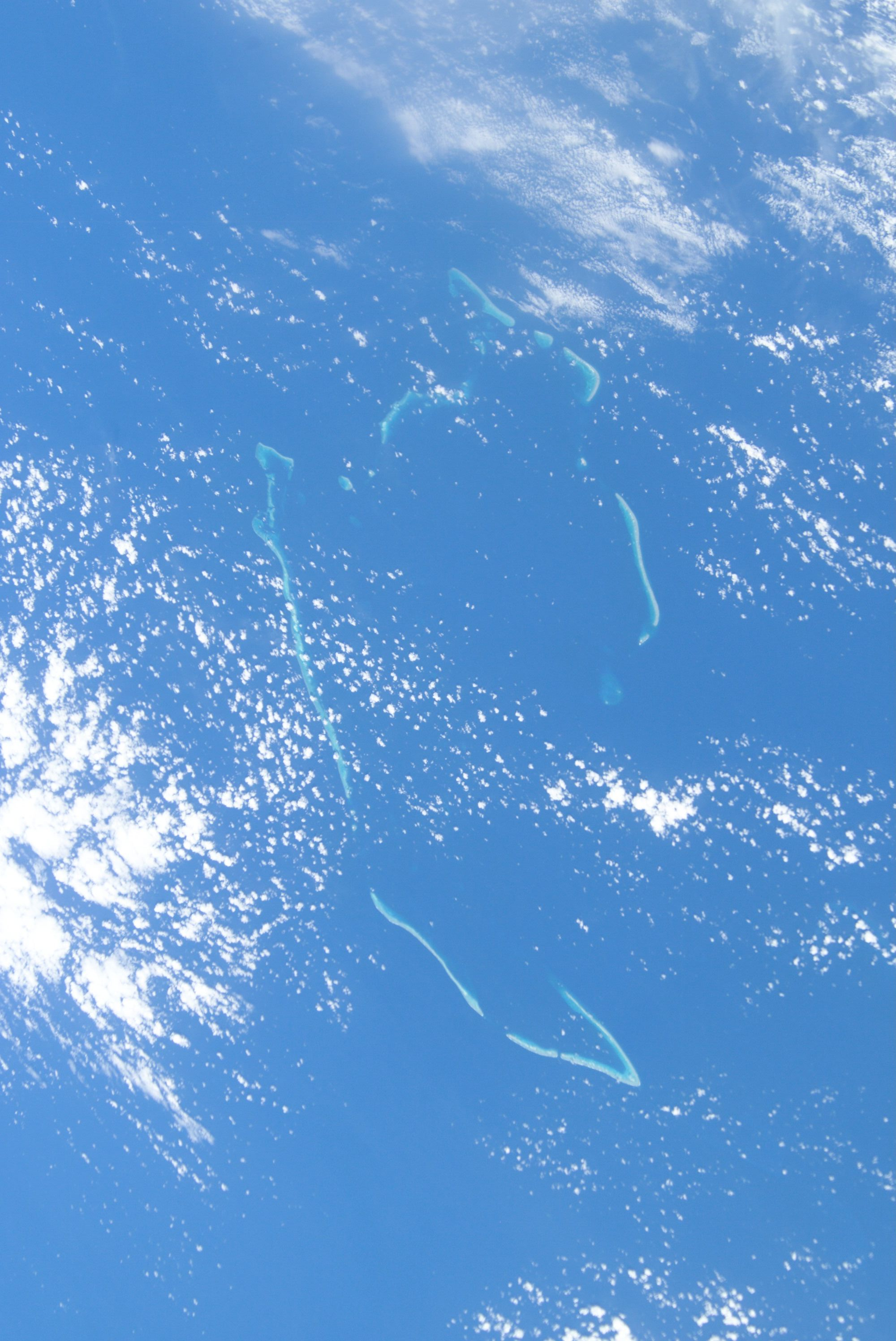
NASAの撮影した衛星写真

チェスターフィールド諸島（チェスターフィールドしょとう、フランス語: îles Chesterfield）は、フランス領ニューカレドニアの群島で、ニューカレドニア島の北西約550kmの珊瑚海にある。チェスターフィールド諸島の島々は、長さ120km、幅70kmにわたって分布しており、11の小島と多くの礁からなっている。主島群は環礁となっており、アヴォン島、ロング島、バンプトン島などに囲まれている。面積合計は10km2を超えない小さなものであり、無人島となっている。60km南東にあるベロン礁は、別の組織だが、一般にチェスターフィールド諸島の中に含まれる。
諸島が発見されたのは1759年のことであり、イギリスのHMSサプライによるものである。19世紀後半にはグアノの採掘が試みられたこともあったが、その後は放棄されていた。1939年にフランスの軍艦が来航し、1944年にはアメリカ軍が気象観測所を一時設置していた。